# پنجره‌های روبرو
پنجره‌های روبرو (ایتالیایی: La finestra di fronte) فیلمی در سبک ملودرام به کارگردانی فرزان ازپتک است که در سال ۲۰۰۳ منتشر شد. از بازیگران آن می‌توان به جیووانا متزوجیورنو، ماسیمو جیروتی، رائول بووا و سرا ییلماز اشاره کرد.